# Монклар (Аверон)
Монкла́р (фр. и окс. Montclar) — коммуна во Франции, находится в регионе Окситания. Департамент — Аверон. Входит в состав кантона Сен-Сернен-сюр-Ранс. Округ коммуны — Мийо.
Код INSEE коммуны — 12149.
Коммуна расположена приблизительно в 550 км к югу от Парижа, в 105 км северо-восточнее Тулузы, в 45 км к югу от Родеза.

## Население
Население коммуны на 2008 год составляло 149 человек.
| 1962 | 1968 | 1975 | 1982 | 1990 | 1999 | 2008 |
| ---- | ---- | ---- | ---- | ---- | ---- | ---- |
| 318  | 288  | 237  | 207  | 167  | 147  | 149  |

## Экономика
В 2007 году среди 82 человек в трудоспособном возрасте (15—64 лет) 60 были экономически активными, 22 — неактивными (показатель активности — 73,2 %, в 1999 году было 64,7 %). Из 60 активных работали 56 человек (33 мужчины и 23 женщины), безработных было 4 (0 мужчин и 4 женщины). Среди 22 неактивных 5 человек были учениками или студентами, 11 — пенсионерами, 6 были неактивными по другим причинам.

## Фотогалерея
- Монклар
- Крест
- Карта коммуны